# Adopte un veuf
Pour plus de détails, voir Fiche technique et Distribution.
Adopte un veuf est une comédie française réalisée par François Desagnat, sortie en 2016.

## Synopsis
Hubert Jacquin, obstétricien à la retraite, vient de perdre sa femme, et refuse la proposition de son ami Samuel de se changer les idées. Pour l'aider à entretenir son grand appartement parisien, il contacte une femme de ménage par le biais d'une annonce chez le boulanger voisin, mais à la suite d'une erreur, il voit débarquer chez lui Manuéla, une jeune postulante à une colocation. Refusant de voir bousculer ses habitudes et son chagrin, il la met dehors. Il la retrouve quelques instants plus tard au pied de son immeuble dans une altercation avec son logeur du moment. Il s'interpose mais prend un mauvais coup. Manuéla aide Hubert à remonter chez lui, qui accepte finalement de lui louer une chambre en échange du ménage de son appartement et qu'elle fasse ses courses. Si ces services sont remplis sans grand succès, la cohabitation entre eux s'établit de manière positive.
Un soir, Manuéla décide de sortir Hubert pour fêter un évènement et lui fait faire une tournée de soirées, de bars, de boîtes. En fin de soirée, sur l'esplanade des Invalides et dans les vapeurs d'alcools, elle lui annonce qu'elle a trouvé un appartement, en attendant le retour de son fiancé, en voyage à Bali pour leur trouver un appartement et démarrer une nouvelle vie. Hubert regrette ce départ et ils conviennent finalement d'étendre la colocation aux deux chambres restantes. La sélection qu'ils opèrent retient Paul-Gérard, un jeune avocat qui vient de se séparer de sa femme, et Marion, une infirmière un peu timide. La nouvelle vie au sein de l'appartement s'élabore avec quelques anicroches.

## Fiche technique
- Titre : Adopte un veuf
- Réalisation : François Desagnat
- Scénario : Jérôme Corcos et Catherine Diament
- Musique : Fabien Cahen
- Montage : Béatrice Herminie
- Photographie : Vincent Gallot
- Costumes : Khadija Zeggaï
- Décors : Samantha Gordowski
- Producteur : Antoine Pezet et Jérôme Corcos
- Production : Nac Films et Someci
- Casting : Julie Navarro
- Société de distribution initiale : SND (France)
- Pays d'origine :  France
- Durée : 97 minutes
- Genre : comédie
- Dates de sortie :
  - France : 16 janvier 2016 (Festival international du film de comédie de l'Alpe d'Huez)
  - France : 20 avril 2016 (sortie nationale)

## Distribution
- André Dussollier : Dr Hubert Jacquin
- Bérengère Krief : Manuéla Baudry
- Julia Piaton : Marion Legloux
- Arnaud Ducret : Paul-Gérard « PG » Langlois
- Nicolas Marié : Samuel Edlemann, le meilleur ami d'Hubert
- Panayotis Pascot : Julien, le jeune patient de Marion
- Vincent Desagnat : Roméro
- Blanche Gardin : Rose, la boulangère
- Guillaume Delorme : Seb, le petit ami de Manuela
- Mathieu Madénian : Arnaud
- Ilane Touitou : Docteur Duparc
- Nathalie Roussel : la voisine d'Hubert
- Juliette Tresanini : Juliette, la candidate à la coloc dépressive
- Audrey Looten : Valérie, la femme de PG, avocate.

## Accueil

### Box-office
| Pays ou région | Box-office        | Date d'arrêt du box-office | Nombre de semaines |
| -------------- | ----------------- | -------------------------- | ------------------ |
| France         | 1 078 354 entrées | 12 juillet 2016            | 12                 |

## Distinction

### Récompense
- Festival de l'Alpe d'Huez 2016 : Prix Spécial du Jury